# Haematococcaceae
Haematococcaceae, porodica zelenih algi, dio reda Chlamydomonadales. Postoji sedam priznatih rodova s četrdesetak vrsta

## Rodovi
1. Balticola Droop
2. Chlorogonium Ehrenberg
3. Gungnir T.Nakada
4. Haematococcus Flotow
5. Hyalogonium Pascher
6. Rusalka Nakada
7. Stephanosphaera Cohn

## Vanjske poveznice
|  | Zajednički poslužitelj ima još gradiva o temi Haematococcaceae |
|  | Wikivrste imaju podatke o taksonu Haematococcaceae             |